# Слуцкое восстание

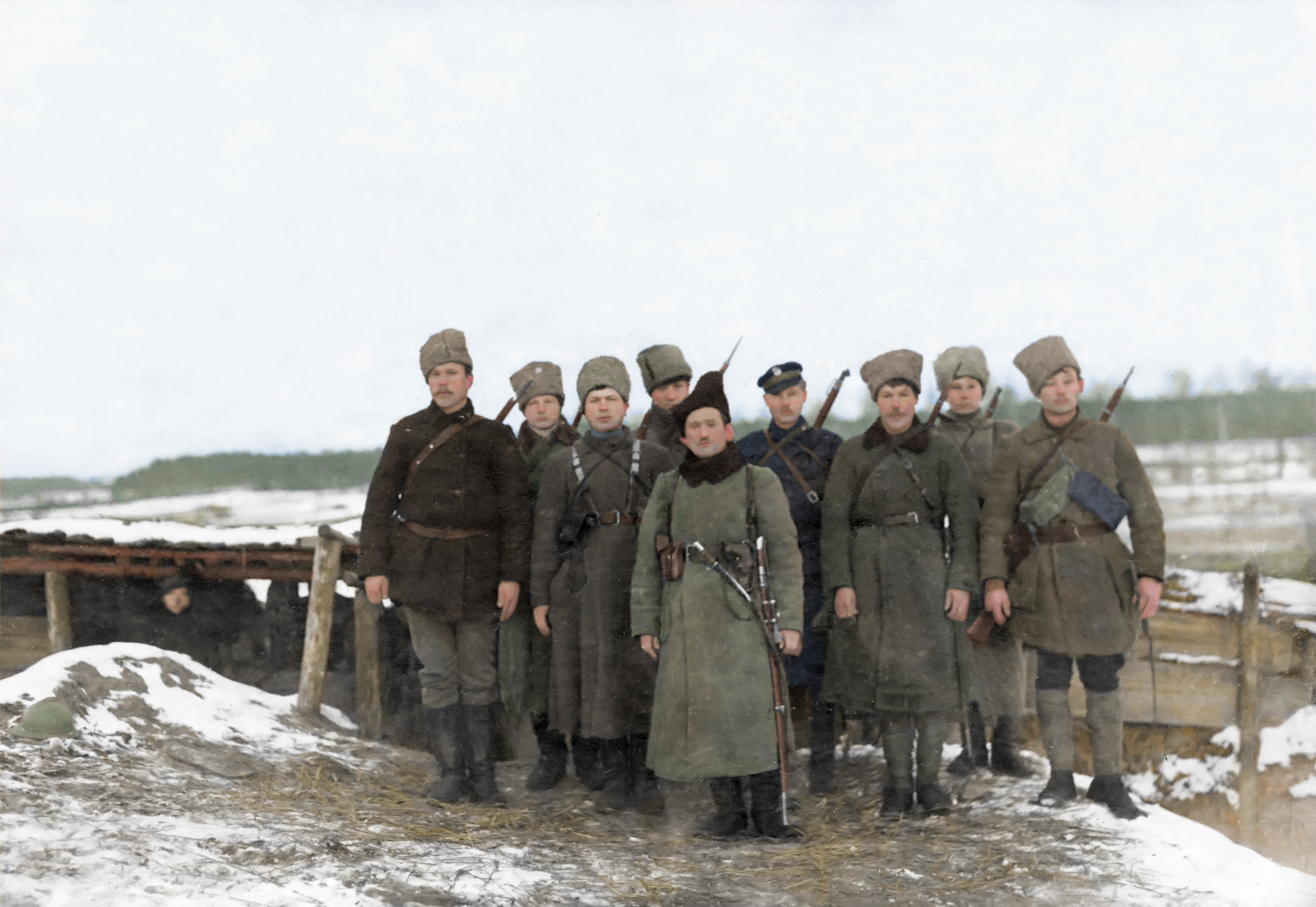
Повстанцы атамана Лукаша Семенюка (в центре). Справа от него – Георгий (Юрка) Монич. За ним – Василий Муха. Великое Стахово, 1919 г.(фото, подвергнутое современной цифровой обработке и раскрашиванию)

Слуцкое восстание — восстание против большевистского режима в районе города Слуцка. Целью восстания была объявлена защита независимости Беларуси. Слуцкое восстание иногда считают эпизодом истории Белорусской Народной Республики, правительство которой к тому времени уже почти 2 года находилось в изгнании.

## Предыстория

### Рижское соглашение

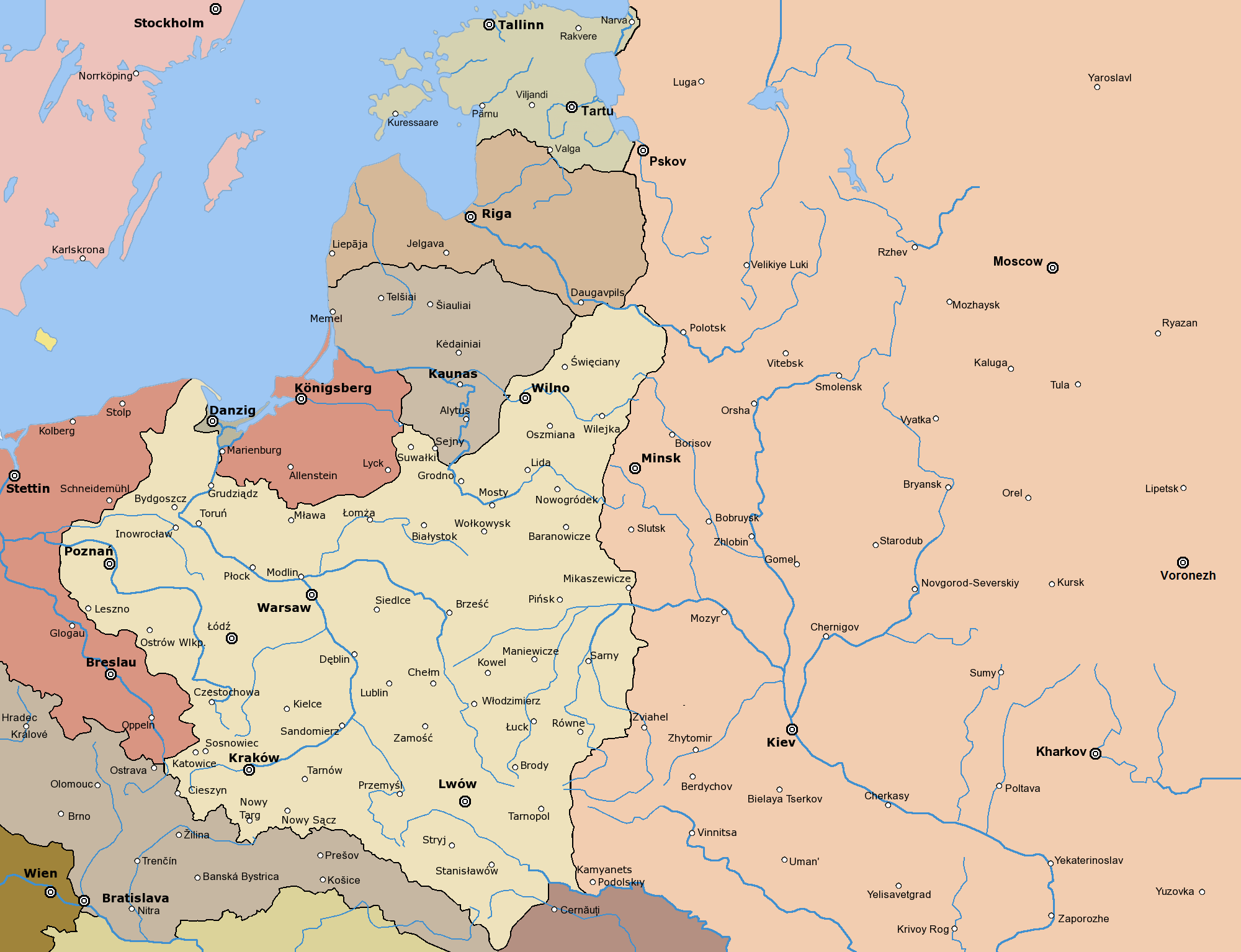
Границы Польши по итогам войны

Подписанным 12 октября 1920 года в Риге предварительным миром (позднее закреплённым Рижским мирным договором 1921) между Польшей, РСФСР и УССР, были установлены новые государственные границы, разделившие территории современных Белоруссии и Украины на две части. Белорусская делегация в этих переговорах не участвовала, так как на них не были приглашены представители ни от не существовавшей к тому времени Белорусской Народной Республики, ни от созданной большевиками Белорусской ССР. С другой стороны, РСФСР действовала исключительно в интересах большевиков. Историк А. Грицкевич указывает на тот факт, что руководитель советской делегации А. Иоффе предлагал уступить Польше всю территорию БССР взамен на территориальные уступки на Украине, однако польская сторона не приняла это предложение.
Согласно принятому соглашению, демаркационная линия Киевичи — Лань проходила таким образом, что Слуцкий уезд Польша должна была передать под контроль Белорусской ССР, а за Польшей оставались только некоторые западные волости.

### Национальное движение вМинской губернии
Осенью 1920 года национальное движение охватило значительную часть населения Минской губернии. Так, на беспартийной конференции в Холопеничах (центр волости Борисовского уезда) была принята резолюция, в которой высказывалось желание «мирным путём освободить Беларусь от польских и советских войск и дать ей возможность определиться без чьей бы то ни было диктатуры». Похожая картина наблюдалась и в Минском уезде, так, доклад Военревкома БССР от 15 ноября 1920 г. содержит следующую информацию: «Население некоторых волостей, узнав о самоопределении Белоруссии, не хочет признавать никакой власти, кроме несуществующего правительства „незалежнай Беларусі“ и относится очень враждебно к организуемым волостным ревкомам, заявляясь, что власть нужно выбирать, а не назначать из Москвы». В ноябре того же года под бело-красно-белыми флагами восстали Погорельская и Якшицкая волости.
Региональным центром национального движения стал город Слуцк. В 1918 году в нём был образован Белорусский национальный комитет, который возглавил Павел Жаврид. Большинство приверженцев борьбы за независимость объединил Слуцкий комитет Белорусской партии социалистов-революционеров. В листовках эсеров сообщалось о незаконности раздела исконно белорусских земель между Польшей и Советской Россией, о фиктивности независимости БССР, которая «прикрывает собой оккупацию белорусского народа российским централизмом».
Основной движущей силой Слуцкого восстания было крестьянство, которое сопротивлялось советской политике военного коммунизма и поддерживало идею независимости Белоруссии, провозглашённой 25 марта 1918 года Радой Белорусской Народной Республики. Восстание возглавили представители местной интеллигенции и шляхты.

### Советско-польская война и Слуцк
Во время Советско-польской войны 1919—1920 годов Слуцкий уезд несколько раз переходил от поляков к большевикам. 11 октября 1920 года город оказался под контролем поляков.
Польская оккупационная администрация в этом регионе в 1919-1920 гг. опиралась на пропольский Временный Белорусский национальный комитет Слуцкого уезда во главе с П. Жавридом. Комитет помимо культурно-просветительской деятельности, занимался также вербовкой добровольцев в польскую армию и Российскую армию Балаховича.
Информация о разделе БНР между Польшей и большевиками вызвала волну протеста в белорусском обществе. Польские войска оставляли Слуцк, он должен был перейти под юрисдикцию РСФСР. Власть в повете взял в свои руки Временный Белорусский национальный комитет Слуцкого уезда. Начали создаваться отряды белорусской самообороны.  Польские военные не препятствовали созданию белорусских отрядов милиции, но поддержку белорусам также не оказывали. Отступавшие части польской армии оставили для нужд слуцкой милиции 500 неисправных винтовок.
Временный белнацком вскоре был распущен. 
Местные представители Белорусской партии социалистов-революционеров, основных сторонников идеи независимости Белоруссии, предложили созвать съезд, чтобы подтвердить власть Белорусской Народной Республики на территории Слуцкого уезда. Были приглашены делегаты от каждой волости (по 5 человек) и местных белорусских организаций (по 1 человеку). 
Власть в регионе перешла к выбранной Раде Слуцкого уезда, которая признала его частью БНР.
Вскоре началось формирование Слуцкой стрелковой бригады армии БНР. Существенную поддержку армии БНР оказали интернированные Польшей остатки российской армии Балаховича. Балаховцы передали белорусам винтовки, пулеметы, боеприпасы, одежду.
Среди руководителей белорусского национального движения не было, однако, единства относительно стратегии дальнейших действий. С одной стороны, существовала группа сторонников сотрудничества с поляками. С другой стороны, некоторые политические деятели выступали за переговоры с большевиками. Из-за этих противоречий было потеряно много времени.

## Съезд Слуцкого уезда
15 ноября 1920 года начал работу Съезд Слуцкого уезда. В его составе было, по разным данным, от 105 до 132 делегатов от города Слуцка и 15 волостей, в том числе и Копыльской. На съезде присутствовали 2 офицера 11-й польской дивизии, а также несколько представителей армии генерала Булак-Балаховича.
Комиссаром от Высшей Рады был назначен председатель Белорусского национального комитета в Слуцке Павел Жаврид, от Рады Белорусской Народной Республики — В. Русак.
Съезд принял резолюцию, которая провозглашала власть Белорусской Народной Республики в Слуцке и его окрестностях, и выразил протест против «большевистской оккупации».

## Военная подготовка
На съезде была избрана Рада Слуцкого уезда во главе с эсером Владимиром Пракулевичем, которая состояла из 17 человек. Её задачами были организация общественного управления в Слуцком уезде, а также организация обороны уезда.
Рада объявила общую мобилизацию мужского населения в возрасте от 16 до 50 лет. Белорусские историки И. И. Ковкель и Э. С. Ярмусик утверждают, что вооружение и деньги для формирования отрядов предоставило командование польской армии, однако белорусский историк Н. Стужинская указывает на то, что мизерную материальную помощь оказал только С. Булак-Балахович. При этом данных средств не хватило даже на самое необходимое.
В течение трёх дней Рада сформировала два полка: Первый Слуцкий полк под командованием капитана Анциповича и Второй Грозовский полк под командованием подполковника Гавриловича. Эти полки образовали Слуцкую бригаду под командованием капитана Павла Чайки.
Население Слуцкого и частично Бобруйского уездов встало на сторону повстанцев. Слуцкое восстание было активно поддержано приверженцами белорусской независимости по всей стране, значительная часть которой была в то время оккупирована Польшей.
Из Гродно прислали флаг с Погоней и девизом «Тым, што пайшлі паміраць, каб жыла Бацькаўшчына» («Тем, что пошли умирать, чтобы жила Отчизна»). Военная рада БНР, которая исполняла функции министерства обороны, направила в Слуцк военных специалистов. Вскоре при Слуцкой бригаде были созданы полевой госпиталь и военный суд.
Слуцкая Рада имела контакты с армией Булак-Балаховича (отряд Булак-Балаховича, который был сформирован на польской территории в основном из бывших военнослужащих армии Юденича и по условиям соглашения, подписанного Б. В. Савинковым и С. Н. Булак-Балаховичем 27 августа 1920 г., стал частью Русской народной добровольческой армии), и планировала координировать с ней свои действия. 12 октября 1920 г. С. Булак-Балахович заключил соглашение с представителями Русского политического комитета (он был создан в Варшаве в начале октября 1920 г.), согласно которому Булак-Балахович объявлялся военным руководителем движения антисоветского сопротивления в Белоруссии, а Булак-Балахович, со своей стороны, обязался передавать власть на освобождённых белорусских территориях гражданскому правительству, которое и представлял собой варшавский Русский политический комитет.

## Военные действия
Польские войска покинули Слуцк 24 ноября. Слуцкая бригада отступила вслед за ними, ставка была перенесена в местечко Семежево. По сведениям белорусского историка Н. Стужинской, бригадная контрразведка арестовала командира П. Чайку по подозрению в предательстве (на самом деле, Павел Чайка был смещён с руководящей должности как ярый противник сотрудничества с поляками), его должность занял А. Гаврилович, офицер Белорусской Военной Комиссии. По другим данным, П. Чайка покинул Слуцкую бригаду и командование перешло к Антону Сокол-Кутыловскому.
В конце ноября в Семежево приехали член Высшей Рады К. Терещенко, председатель Белорусской Военной Комиссии А. Якубецкий и штабс-капитан А. Борык. В своем выступлении К. Терещенко подчеркнул, что восстание должно стать решительной демонстрацией желания белорусов добиться независимости. На следующий день гости принимали парад идущих в бой белорусских частей.
Первый Слуцкий полк занимал участок от Семежево до местечка Вызна протяженностью около 20 км. Второй Грозовский полк занимал фронт в 60 км к северу от позиции Первого Слуцкого полка (линия Грозово — Копыль — Тимковичи — Семежево). Боевые действия начались 27 ноября. После продолжительного боя возле д. Васильчицы с подразделениями 6-й роты Первого Слуцкого полка большевики отступили, потеряв 3 убитых, 3 раненых, 1 красноармеец был взят в плен. С боем подразделения 5-й роты Первого Слуцкого полка заняли деревни Лютовичи и Дашнаво, в плен были захвачены 5 солдат Красной армии. 7-я и 8-я роты сражались за деревню Мацкевичи. В направлении Копыля солдаты Второго Грозовского полка взяли в плен роту красноармейцев с канцелярией и всей амуницией, после этого боя повстанцы вытеснили большевиков из местечка Тимковичи на восток. 30 ноября велись бои к востоку от Слуцка.
После перевода на территорию Слуцкого уезда частей 8-й и 17-й дивизий Красной армии большевики заняли местечко Вызна (сейчас — посёлок Красная Слобода Солигорского района), а 7 декабря вытеснили повстанцев из Семежево. Однако уже 12 декабря повстанцы вновь заняли Семежево, захватив большие запасы снарядов. 17 декабря стрелки 2-й роты Слуцкого полка заняли Вызну. Однако перевес был на стороне Красной армии. Уже 19 декабря Слуцкая бригада отступила из Вызны, а 20 декабря вынуждена была оставить Семежево.
В боях возле Вызны полностью погибли некоторые части повстанцев, не хватало оружия, офицеров, провианта, началась эпидемия тифа.
В конце декабря повстанцы уже не имели боеприпасов, а 28 декабря после отступления за реку Морочь, которая стала польско-советской границей, Слуцкая бригада сложила оружие и была интернирована.

## Известные участники восстания
- Островский, Радослав Казимирович — белорусский коллаборационист времен ВОВ; известный деятель белорусской эмиграции в США;
- Войнилович, Эдвард Антоний — меценат, белорусский и польский общественный деятель;
- Кравцов, Макар Матвеевич — белорусский поэт, автор текста гимна БНР;
- Павлюкевич, Арсений Васильевич — военный врач, деятель национально-освободительного движения белорусов в Польше;
- Адамович, Вячеслав Антонович — деятель белорусского национализма;
- Листопад, Юрий Иванович — белорусский публицист.
- Семенюк, Лукаш — участник антикоммунистических выступлений на территории Белоруссии;
- Сокол-Кутиловский, Антон — военный деятель, командир 1-го Слуцкого полка. Наиболее известен как коллаборационист времен ВОВ.

## Увековечение Слуцкого восстания

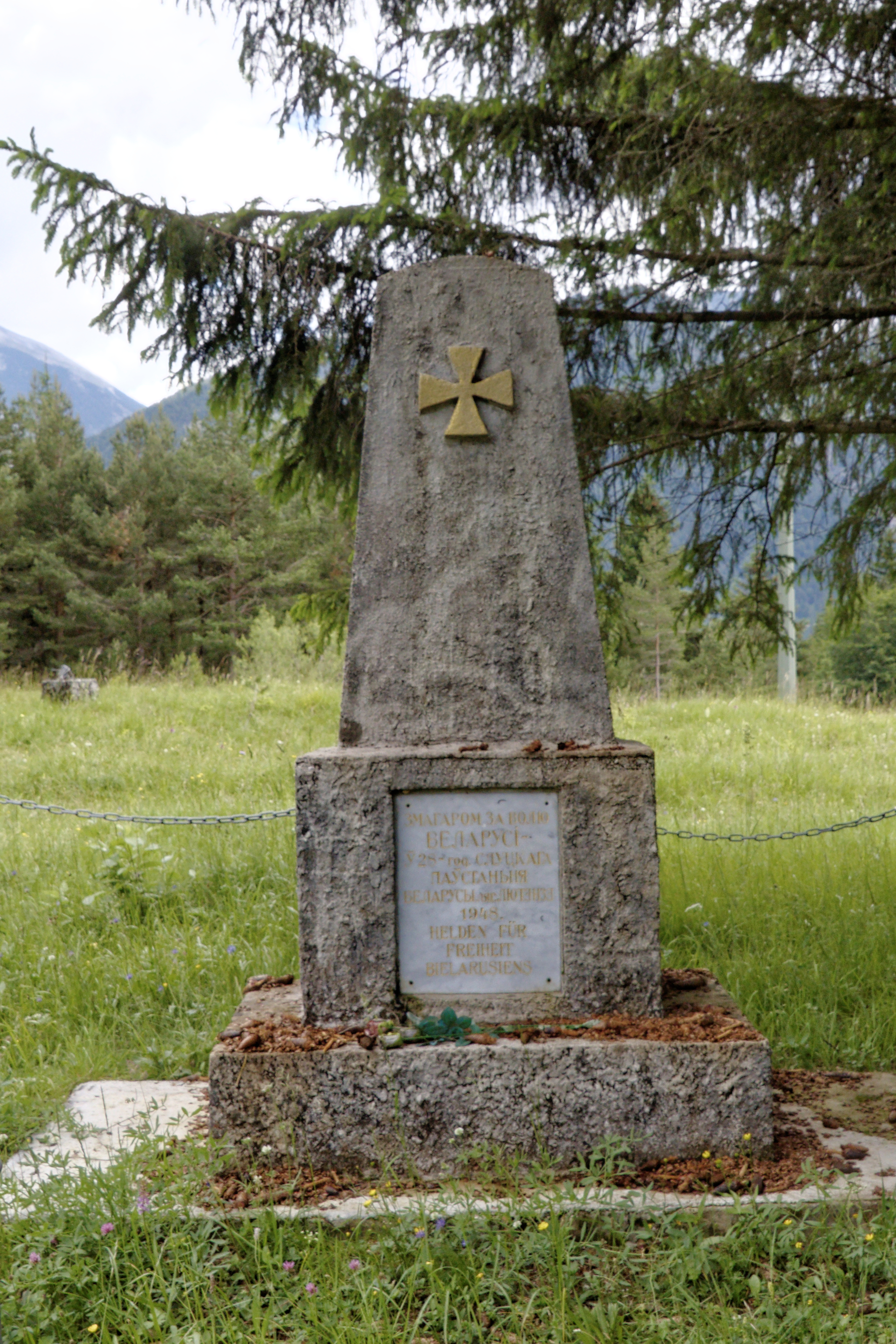
Памятник «Борцам за свободу Белоруссии» в Миттенвальде, установленный белорусской диаспорой Германии к 28-летию восстания

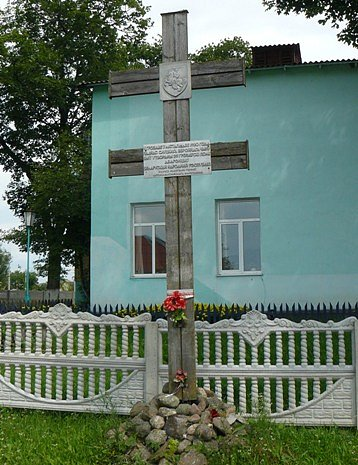
Крест защитникам БНР в Грозово

В 1948 году в немецком городе Миттенвальд возле Альп белорусскими эмигрантами был поставлен памятник в честь Слуцких повстанцев.
В 1966 году члены «Объединения белорусов Канады» купили ферму в провинции Онтарио, позднее эти места стали базой отдыха, которая получила название Слуцк — в честь Слуцкого восстания.
В Грозово на бывшей площади Рынок, около здания костёла поставлен мемориальный крест защитникам БНР.
В ноябре 2007 года в Старых Дорогах в музее, созданном Анатолием Белым, состоялось открытие памятного знака «Героям Слуцкага збройнага чыну».
С 2015 года в Слуцке оппозиционная белорусская партия БНФ 27 ноября проводит ежегодный митинг в память о событиях Слуцкого восстания, а также новые члены молодёжного движения партии принимают символическую присягу.

## Современное восприятие Слуцкого восстания
В современной белорусской историографии присутствуют различные точки зрения на Слуцкое восстание. Есть точка зрения, которая шире всего представлена в академической науке, согласно которой Слуцкое восстание — это миф, так как восстания по сути не было, ибо Слуцкий уезд был оккупирован польскими войсками, которые по договору о перемирии готовились отойти за демаркационную линию, поэтому на оставляемой польской стороной территории не было ни Красной Армии, ни советской власти, а потому быть не могло восстания против несуществующего противника. В книге академика И. М. Игнатенко «Нарысы гісторыі Беларусі» (Мінск, 1995. Ч. 2. С. 71-72) эта позиция выражена следующим образом: перед тем, как Войско Польское должно было на основании договора о перемирии отойти от линии фронта назад (на запад) к новой демаркационной линии и оставить Слуцк и уезд, Наивысшая белорусская рада приняла решение оказать вооружённое сопротивление будущему установлению советской власти, для чего было решено сформировать военные отряды, которые должны были бы противостоять продвижению Красной Армии на оставленную Польшей территорию Слуцкого уезда. Ещё в период, когда Слуцк и уезд были под контролем Польши, 15-16 ноября 1920 г. в Слуцке был собран съезд из 127 представителей волостей и местечек. Судья Б. Прокулевич, по инициативе которого был созван съезд, выступил там с речью, в которой заявил: «Польские власти сообщили мне, что они отходят, и мы можем делать все, что считаем необходимым. Никакой власти в городе нет. Необходимо организовать охрану общественного порядка». Поэтому съезд принял решение максимально быстро организовать войсковую часть из местных жителей призывных возрастов. Всего за 3 дня была сформирована бригада в составе двух полков суммарной численностью около 4 тыс. человек. Кроме того съездом была сформирована Слуцкая белорусская рада в составе 17 человек, съезд выразил протест против вступления в границы Слуцкого уезда Красной Армии, которое должно было произойти на условиях советско-польского договора о перемирии. Хотя на съезде был провозглашён лозунг «независимости Белоруссии в её этнографических границах», у съезда не вызывало протеста то, что Западная Белоруссия оставалась под контролем Польши, напротив, съезд протестовал против передачи Слуцка и уезда в состав Белорусской ССР и требовал оставить Слуцк с уездом в границах Польши. Как командир Слуцкой бригады капитан П. М. Чайка, так и оба командира полков, капитан Анцыпович и подполковник Гаврилович, осознавали, что бригада способна только поддерживать порядок, а в военных целях она использована быть не может. Один из участников событий в Слуцке штабс-капитан А. А. Сокол-Кутыловский писал, что «Когда нам стало известно, что Красная Армия 22 ноября, согласно условиям договора о перемирии, начала приближаться к демаркационной линии г. Слуцка, бригада вслед за польским войском начала отходить на запад к шоссе Слуцк — Романово на большом расстоянии от советских войск. Столкновения с Красной Армией не было, ни с одной, ни с другой стороны не было сделано ни одного выстрела. Поэтому не было ни раненых, ни убитых». В этот момент командир Слуцкой бригады П. М. Чайка оставил её и отбыл в неизвестном направлении, в связи с этим командование Слуцкой бригадой было поручено штабс-капитану Сокол-Кутыловскому, который отдал приказ отойти за р. Морочь, по которой должна была пройти советско-польская демаркационная линия, для того чтобы не вступать в столкновение с Красной Армией. Оборонительных действий бригада не осуществляла, так как не располагала для этого необходимыми силами. На правом берегу этой реки уже разместилось отошедшее из Слуцка Войско Польское, за рекой Морочь Слуцкая бригада сложила оружие и была интернирована польскими властями. Поэтому командир Слуцкой бригады Сокол-Кутыловский категорично заявлял, что «никакого восстания в Слуцком уезде не было». Также отмечалось то, что польская сторона принимала активное участие в формировании Слуцкой бригады, бывший член Слуцкой белорусской рады Ю. Листопад заявлял, что во время подготовки Слуцкого восстания он лично ездил в Варшаву за деньгами, выделенными Генеральным штабом Войска Польского. Белорусская воинская рада направила из польского города Лодзь для помощи в формировании бригады 20 офицеров, но из них только трое добрались до Слуцка, а 17 дезертировали. Адам Станкевич писал, что «слуцкое восстание… организовали Польский генеральный штаб и Наивысшая белорусская рада». Данные оценки Слуцкого восстания сохранялись в последующих исторических трудах других белорусских авторов, в том числе Ковкель И. И., Ярмусик Э. С. «История Беларуси с древнейших времен до нашего времени», а также учебнике Е. К. Новик, И. Л. Качалов, Н. Е. Новик «История Беларуси. С древнейших времен до 2013 г.».
В белорусском обществе существуют также и противоположная оценка Слуцкого восстания.
После волны национального возрождения в конце 1980-х годов частью белорусского общества дата 27 ноября стала отмечаться как «День Героев».
Кандидат исторических наук Н. Стужинская в своей книге, изданной в Литве и посвящённой вооружённому сопротивлению белорусов Советской власти в 1920-х гг., утверждала: «За годы советской власти история Слуцкого восстания обросла идеологически тенденциозными оценками и криминальными штампами. Тема была засекречена и на долгие годы спрятана в спецхранилища».
Часть белорусских историков рассматривает Слуцкое восстание как одну из героических страниц истории белорусского народа (оно велось под лозунгом «Ни польских панов, ни московских коммунистов» (бел. Ні польскіх паноў, ні маскоўскіх камуністаў)) и полагают Слуцкое восстание первым самостоятельным вооруженным выступлением белорусов за свою национальную независимость.
По мнению российского военного историка О. Романько, события восстания в значительной степени мифологизированы белорусскими националистами.